# Vonaltenyésztés
A vonaltenyésztés az állattenyésztésben az a tenyésztői módszer, amelynek során a fajtatiszta állatok bizonyos, előnyösnek vélt tulajdonságait felerősítendő, közeli rokonokat kereszteznek egymással. Az elnevezés a vérvonal követésére utal.
Előnye, hogy sokkal gyorsabb eredményeket produkál. Hátránya, hogy a beltenyésztés miatt romlik az utódok genotípusa, ezáltal fogékonyabbak lesznek bizonyos genetikailag öröklődő betegségekre. Ezt köznyelven degenerálódásnak nevezzük.